# Kanton Mersch
Kanton Mersch (lb. Kanton Miersch, fr. Canton de Mersch, niem. Kanton Mersch) – jeden z dwunastu kantonów w Luksemburgu, znajduje się w środkowej części kraju. Przed 3 października należał do dystryktu Luksemburg. Siedziba kantonu znajduje się w miejscowości Mersch (Miersch).

## Podział administracyjny
W skład kantonu wchodzi dziesięć gmin (gemeng, commune, Gemeinde):
1. Bissen (Biissen)
2. Colmar-Berg (Colmer-Bierg)
3. Fischbach (Fëschbech)
4. Heffingen (Hiefenech)
5. Helperknapp
  - Boevange-sur-Attert (Béiwen/Atert / Böwingen/Attert)
  - Tuntange (Tënten / Tüntingen)
6. Larochette (Fiels / Fels)
7. Lintgen (Lëntgen)
8. Lorentzweiler (Luerenzweiler)
9. Mersch (Miersch)
10. Nommern (Noumer)